# Ruislip (London Underground)

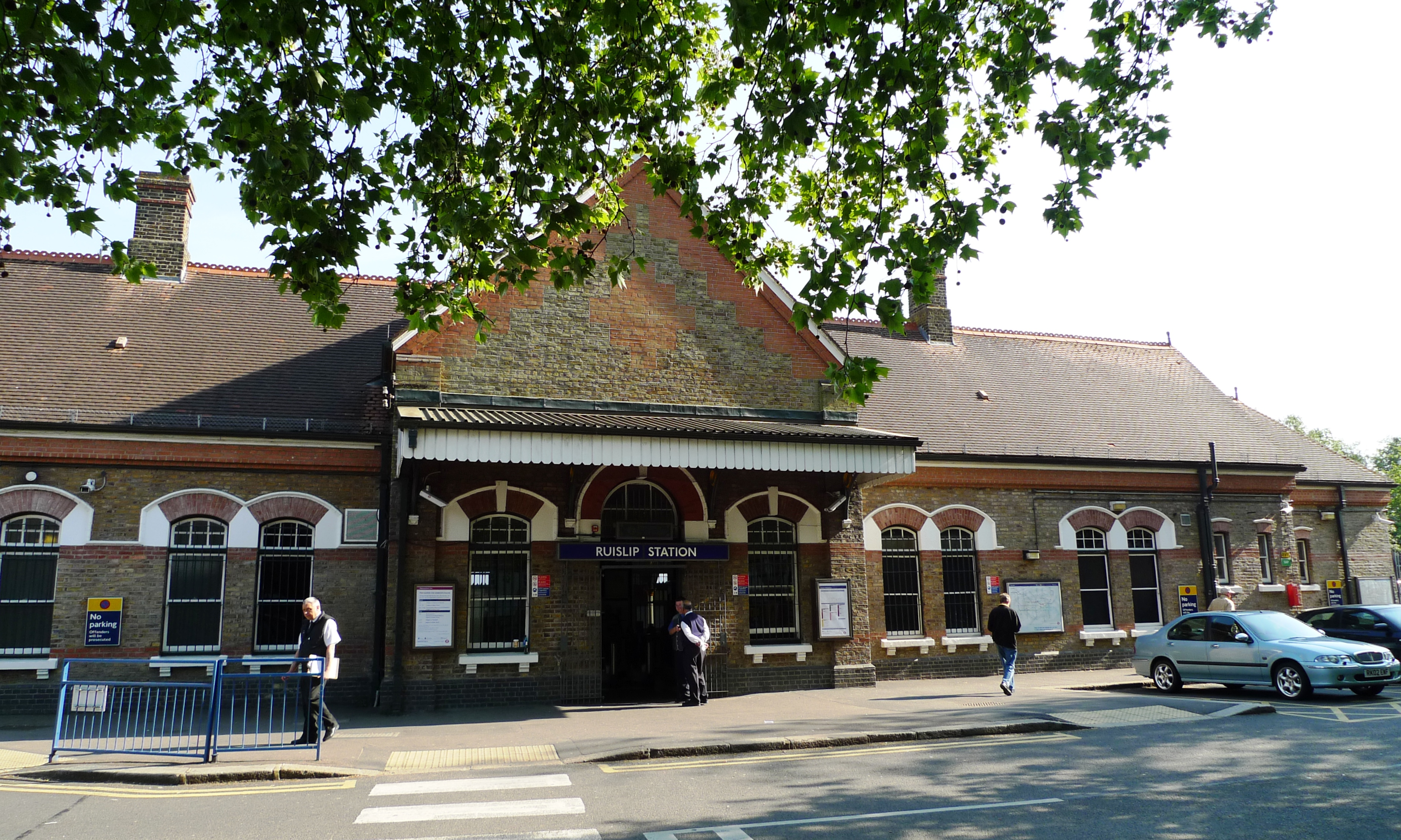
Stationsgebäude

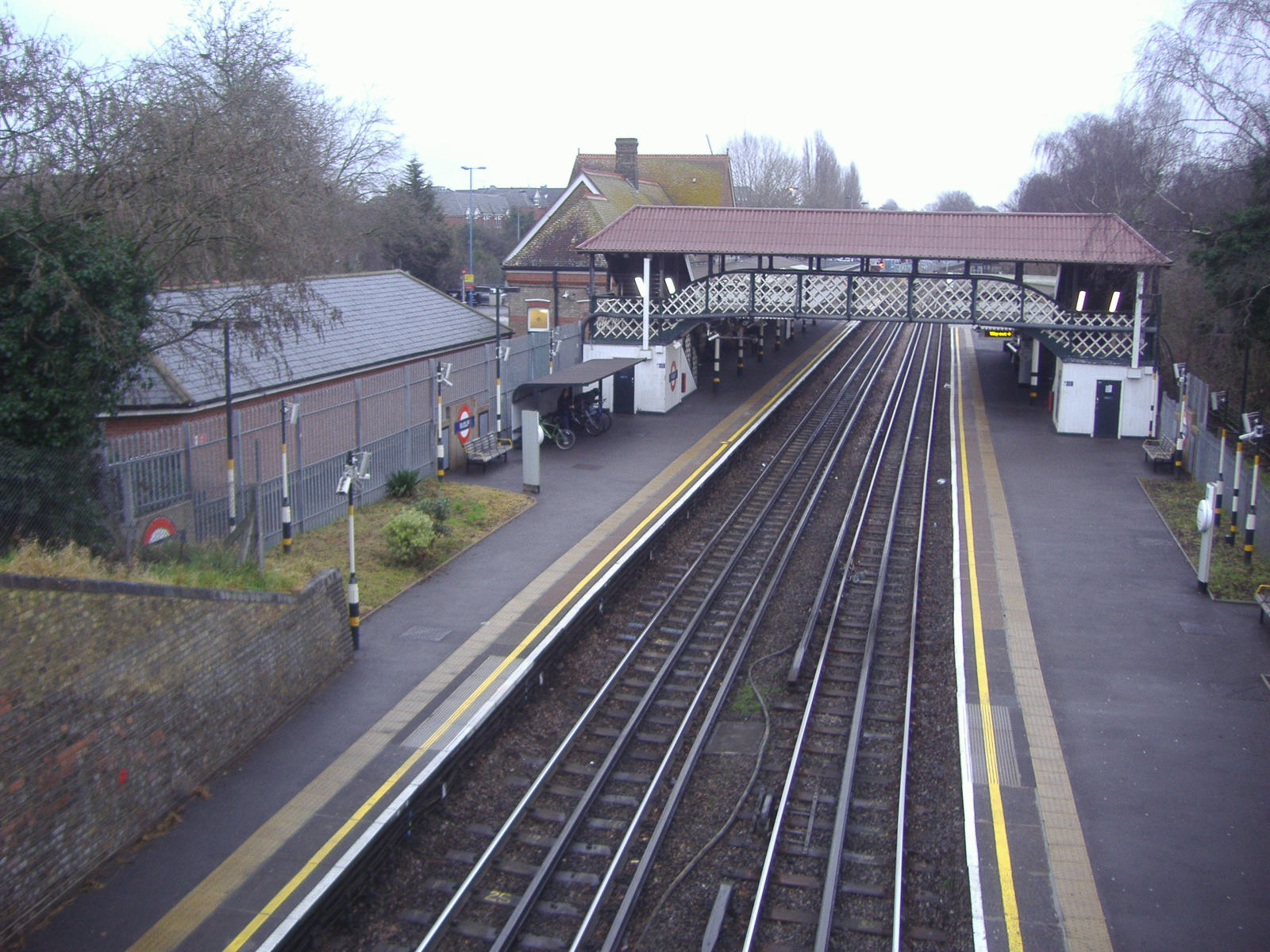
Bahnsteige

Ruislip [raɪslɪp] ist eine oberirdische Station der London Underground im Stadtbezirk London Borough of Hillingdon. Sie liegt in der Travelcard-Tarifzone 6 an der West End Road. Die von der Metropolitan Line und der Piccadilly Line bediente Station wurde im Jahr 2013 von 1,71 Millionen Fahrgästen genutzt.
Die Strecke der Metropolitan Railway (Vorgängergesellschaft der Metropolitan Line) zwischen Harrow-on-the-Hill und Uxbridge wurde am 4. Juli 1904 eröffnet und ein halbes Jahr später elektrifiziert. Damals war Ruislip die einzige Zwischenstation; weitere Stationen an dieser Strecken entstanden erst im Laufe der Zeit bei entsprechendem Bedarf, da die Gegend damals noch ausgeprägt ländlich geprägt und die Bevölkerungsdichte sehr gering war. Ab 1. März 1910 hielten hier auch Züge der Metropolitan District Railway (heutige District Line); diese wurden am 23. Oktober 1933 durch solche der Piccadilly Line abgelöst.
Das Stationsgebäude steht seit 2000 mitsamt Fußgängerbrücke und Stellwerk unter Denkmalschutz (Grade II). Das Ensemble gilt das am besten erhalten gebliebene Beispiel ländlicher Stationen der Metropolitan Railway.